# Виховання

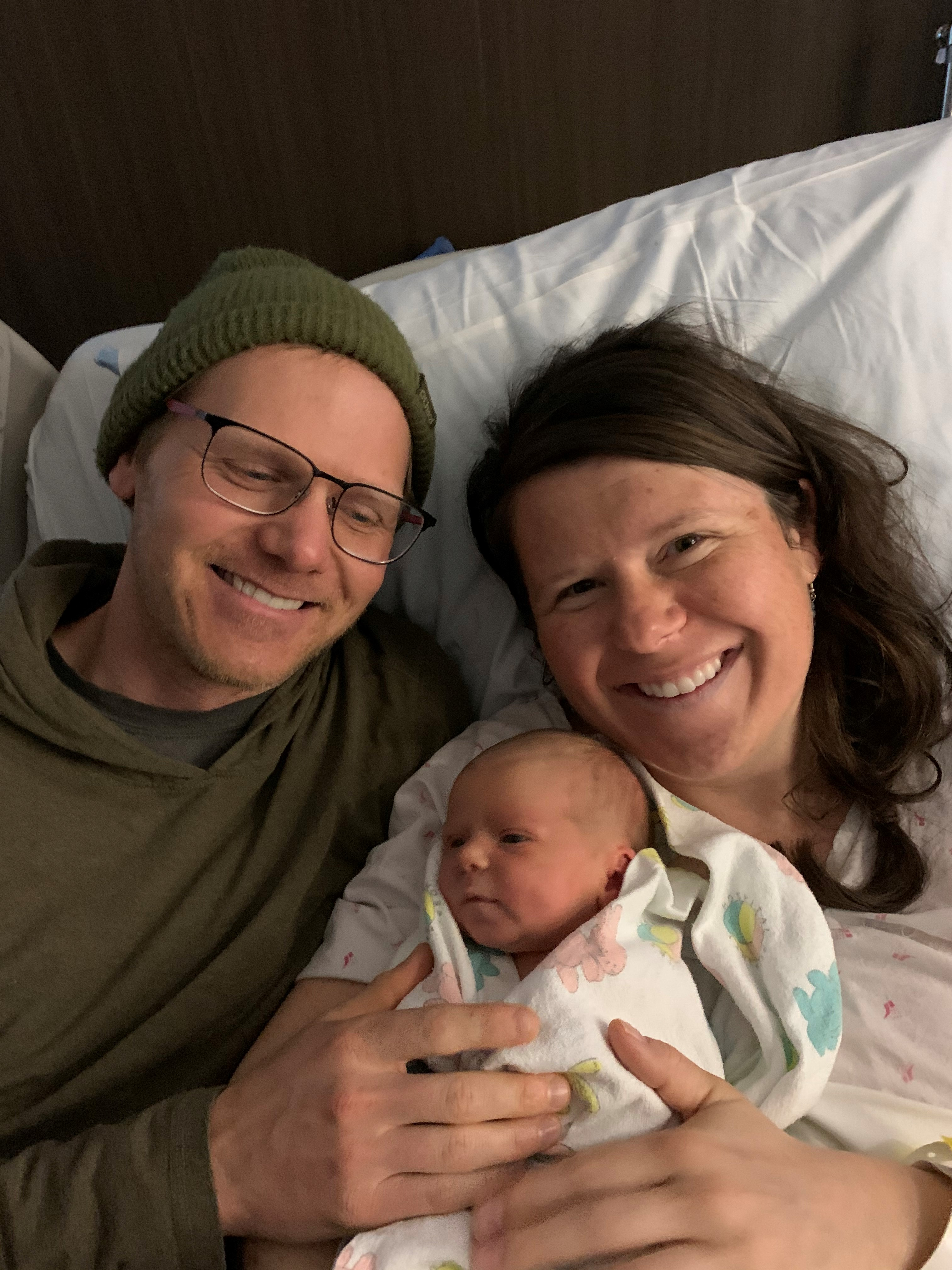
Батько та мати тримають немовля.

Вихова́ння дітей або батьківство (англ. parenting, child rearing) — процес заохочення та підтримки фізичного, емоційного, соціального та інтелектуального розвитку дитини від народження до дорослості; також комплекс прав, обов'язків та відповідальності в цьому питанні з точки зору законодавства. Батьківство/материнство стосується виховання дітей та не обмежується ексклюзивністю біологічної спорідненості. У вітчизняній етиці вихованням також називають соціалізацію — процес та практика засвоєння дитиною загальноприйнятих у суспільстві норм поведінки.

## Загальний опис
Найчастіше вихованням займаються біологічні батьки дитини, також це може бути старший сиблінг, дідусь чи бабуся, законний опікун чи опікунка, тітка, дядько чи інші рідні люди, а також друзі родини. Уряди та суспільства також можуть брати участь у вихованні дітей. У багатьох випадках осиротілі або покинуті діти отримують батьківський догляд у стосунках, не підкріплених кровною спорідненістю. Інші можуть бути всиновлені, жити з прийомній сім'ї чи у сирітському притулку.
Навички батьківства (англ. parenting skills) широко варіюються, а особа з хорошими навичками батьківства може вважатися хорошим вихователем/вихователькою (англ. good parent).
Стилі виховання варіюються за історичним періодом, расою/етнічністю, соціальним класом та іншими соціальними змінними. Дослідження також виявили, що батьківська історія з її якістю прив'язаності, як і батьківська патопсихологія, особливо внаслідок негативних досвідів, може суттєво впливати на чутливість батьків та наслідки для дітей, тобто стратегії та досвід батьківства транслюються між поколіннями.

## Стилі виховання
Докладніше — Стилі виховання
Стилі батьківства або стилі виховання — це матриці поведінки, що найчастіше використовуються особами, котрі виховують дітей, у спілкуванні з ними.
- Авторитетне виховання (характеризується справедливістю та рівноправним діалогом з дитиною),
- Авторитарне виховання (характені контроль та системи заборон і покарань),
- Вседозвільне виховання (характерні гіперопіка і задобрювання дитини),
- Відсторонене виховання (характерне ігнорування та дистантність).

## В етиці

### Визначення терміна
Термін «виховання» вживається в педагогічній науці в чотирьох значеннях:
- у широкому соціальному, йдеться про виховний вплив на людину всього суспільства і всієї дійсності, який містить в собі не лише позитивну спрямованість, а й конфлікти та протиріччя; тут особистість може не тільки формуватися під впливом соціального середовища, а й деформуватися, або, навпаки, загартуватись у боротьбі з труднощами, «робити саму себе»;
- у широкому педагогічному, коли мається на увазі виховання в діяльності шкіл, технікумів, університетів та інших закладів, де персонал керується педагогічною теорією та її практичними методичними рекомендаціями;
- у вузькому педагогічному, коли виховання є цілеспрямованою виховною діяльністю педагога (наприклад, класного керівника в школі, куратора в вищому навчальному закладі), щоб досягти певної мети в студентському колективі;
- у гранично вузькому, коли педагог або батько вирішують конкретну індивідуальну проблему виховання або перевиховання (наприклад, у юнака прагнуть виховати чесність, ввічливість). (Педагогіка / За редакцією Ю. К. Бабанського).

### Виховання та життєтворчість
Останнім часом поняття «виховання» в обмежено вузькому розумінні дедалі більше набуває значення життєтворчості.
Життєтворчість, приміром, передбачає відкритість життя студентів для добрих справ, колективної праці для інших людей (близьких і далеких), турботи про них, взаємодопомоги, милосердя та ін. У цьому контексті «виховання» означає спільну діяльність вихователя і вихованця, спрямовану на формування суб'єктивної основи особистості — її свідомості, духовних цінностей, переживань, досвіду.

### Мотиви виховання
Мотиви виховання — спонукальна причина дій і вчинків людини, зумовлюються передусім анатомо-фізіологічними і соціально-психологічними потребами.
Американський психолог Абрахам Маслоу (1908—1970) визначив ієрархічну багатоступеневу піраміду потреб людини, усі компоненти якої перебувають у діалектичному взаємозв'язку. У цілому вони ніби програмують виховний процес. Якщо якась ланка випадає, порушується цілісність структури, а отже й програма виховного процесу.

### Структура процесу виховання
Процес виховання є двостороннім (обов'язкова взаємодія (вихователя і вихованця), цілеспрямованим (наявність конкретної мети), багатогранним за завданнями і змістом, складним щодо формування і розкриття внутрішнього світу вихованця, різноманітним за формами, методами і прийомами, неперервним (у вихованні канікул бути не може), тривалим у часі (людина виховується все життя). Ефективність його залежить від рівня сформованості мотиваційної бази.
Структура процесу виховання як соціалізації передбачає:
1. Оволодіння знаннями, нормами і правилами поведінки.
2. Формування почуттів (стійких емоційних відносин людини до явищ дійсності).
3. Формування переконань (інтелектуально-емоційного ставлення суб'єкта до будь-якого знання як до істинного (або неістинного).
4. Формування умінь і звичок поведінки.

### Напрямки виховання
Основним напрямком виховання є громадянське виховання — формування громадянськості як інтегрованої якості особистості, що дає людині можливість відчувати себе морально, соціально і юридично дієздатною та захищеною. Покликане воно виховувати у вихованця високі моральні ідеали, почуття любові до Батьківщини, потребу у служінні їй. Громадянське виховання має бути спрямованим на розвиток патріотизму, національної самосвідомості, політичної культури, дбайливого ставлення до природи, моральності, культури поведінки особистості.

### Перевиховання
Перевиховання — виховний процес, спрямований на подолання негативних рис особистості, що сформувалися під впливом несприятливих умов виховання.

## Види виховання
- Громадянське виховання
- Естетичне виховання
- Музичне виховання
- Національно-патріотичне виховання
- Фізичне виховання